# Paris-Roubaix de 1920
A 21.ª Paris-Roubaix teve lugar a 8 de abril de 1920 e foi vencida pelo belga Paul Deman.

## Classificação final
| Posição | Ciclista          | Equipa          | Tempo               |
| ------- | ----------------- | --------------- | ------------------- |
| 1       | Paul Deman        | -               | em 10 h 47 min 20 s |
| 2       | Eugène Christophe | -               | + 43 s              |
| 3       | Lucien Buysse     | -               | + 43 s              |
| 4       | Honoré Barthélémy | -               | + 1 min 00 s        |
| 5       | Jules Van Hevel   | -               | + 6 min 23 s        |
| 6       | Henri Pélissier   | JB Louvet       | + 7 min 26 s        |
| 7       | Robert Gerbaud    | -               | + 7 min 26 s        |
| 8       | Giuseppe Azzini   | Bianchi-Pirelli | + 15 min 40 s       |
| 9       | Félix Goethals    | A Sportive      | + 16 min 40 s       |
| 10      | Marcel Buysse     | -               | + 27 min 42 s       |